# Fußball-Weltmeisterschaft 1978/Peru
Dieser Artikel behandelt die peruanische Fußballnationalmannschaft bei der Fußball-Weltmeisterschaft 1978.

## Qualifikation

### Erste Runde
| Ecuador | - | Peru    | 1:1 | Oblitas 43. (0:1), Paz 81.(1:1)      |
| Chile   | - | Peru    | 1:1 | Ahumada 42. (1:0), Muñante 70. (1:1) |
| Peru    | - | Ecuador | 4:0 | Oblitas (2 Tore), Luces, Velásquez   |
| Peru    | - | Chile   | 2:0 | Sotil 49., Oblitas 54.               |

### Finalrunde
| Brasilien | - | Peru     | 1:0 | Gil 53.                                          |
| Peru      | - | Bolivien | 5:0 | Cubillas 31., 44., Velásquez 65., 89., Rojas 74. |

## Peruanisches Aufgebot
| Nr.        | Name                | Verein vor WM-Beginn        | Geburtstag | Spiele   | Tore     | Gelbe Karte | Rote Karte |
| Torhüter   | Torhüter            | Torhüter                    | Torhüter   | Torhüter | Torhüter | Torhüter    | Torhüter   |
| ---------- | ------------------- | --------------------------- | ---------- | -------- | -------- | ----------- | ---------- |
| 1          | Ottorino Sartor     | Colegio Nacional de Iquitos | 18.09.1945 | 0        | 0        | 0           | 0          |
| 13         | Juan Cáceres        | Alianza Lima                | 27.12.1949 | 0        | 0        | 0           | 0          |
| 21         | Ramón Quiroga       | Sporting Cristal            | 23.07.1950 | 6        | 0        | 1           | 0          |
| Abwehr     |                     |                             |            |          |          |             |            |
| 2          | Jaime Duarte        | Alianza Lima                | 27.02.1955 | 6        | 0        | 0           | 0          |
| 3          | Rodulfo Manzo       | Deportivo Municipal         | 05.06.1949 | 6        | 0        | 1           | 0          |
| 4          | Héctor Chumpitaz    | Sporting Cristal            | 12.04.1944 | 6        | 0        | 0           | 0          |
| 5          | Rubén Díaz          | Sporting Cristal            | 17.04.1952 | 4        | 0        | 0           | 0          |
| 14         | José Navarro        | Sporting Cristal            | 24.09.1948 | 1        | 0        | 0           | 0          |
| 15         | Germán Leguía       | Deportivo Municipal         | 02.01.1954 | 1        | 0        | 0           | 0          |
| 22         | Roberto Rojas       | Alianza Lima                | 26.10.1955 | 1        | 0        | 0           | 0          |
| Mittelfeld |                     |                             |            |          |          |             |            |
| 6          | José Velásquez      | Alianza Lima                | 04.06.1952 | 5        | 1        | 3           | 0          |
| 8          | César Cueto         | Alianza Lima                | 16.06.1952 | 6        | 1        | 0           | 0          |
| 9          | Percy Rojas         | Sporting Cristal            | 16.09.1949 | 3        | 0        | 0           | 0          |
| 10         | Teófilo Cubillas    | Alianza Lima                | 08.03.1949 | 6        | 5        | 0           | 0          |
| 16         | Raúl Gorriti        | Sporting Cristal            | 10.10.1956 | 1        | 0        | 0           | 0          |
| 17         | Alfredo Quesada     | Sporting Cristal            | 22.09.1949 | 2        | 0        | 1           | 0          |
| Angriff    |                     |                             |            |          |          |             |            |
| 7          | Juan José Muñante   | UNAM Pumas                  | 04.05.1952 | 6        | 0        | 1           | 0          |
| 11         | Juan Carlos Oblitas | Sporting Cristal            | 16.02.1951 | 6        | 0        | 0           | 0          |
| 12         | Roberto Mosquera    | Sporting Cristal            | 21.06.1956 | 0        | 0        | 0           | 0          |
| 18         | Ernesto Labarthe    | Sport Boys                  | 02.06.1956 | 0        | 0        | 0           | 0          |
| 19         | Guillermo La Rosa   | Alianza Lima                | 06.06.1952 | 5        | 0        | 0           | 0          |
| 20         | Hugo Sotil          | Alianza Lima                | 18.05.1948 | 4        | 0        | 0           | 0          |
| Trainer    |                     |                             |            |          |          |             |            |
|            | Marcos Calderón     |                             | 11.07.1928 |          |          |             |            |

## Spiele der peruanischen Mannschaft

### Erste Runde
- Peru –  Schottland 3:1 (1:1)

Stadion: Estadio Chateau Carreras (Córdoba)
Zuschauer: 37.927
Schiedsrichter: Eriksson (Schweden)
Tore: 0:1 Jordan (14.), 1:1 Cueto (43.), 2:1 Cubillas (72.), 3:1 Cubillas (77.)
- Niederlande –  Peru 0:0

Stadion: Estadio Ciudad de Mendoza (Mendoza)
Zuschauer: 28.125
Schiedsrichter: Prokop (DDR)
- Peru –  Iran 4:1 (3:1)

Stadion: Estadio Chateau Carreras (Córdoba)
Zuschauer: 21.262
Schiedsrichter: Jarguz (Polen)
Tore: 1:0 Velásquez (2.), 2:0 Cubillas (36.) 11m, 3:0 Cubillas (39.) 11m, 3:1 Rowshan (41.), 4:1 Cubillas (79.)
Peru spielte in der Gruppe 4, dank seines toreschießenden Spielmachers Cubillas, den besten Fußball und viele Beobachter sahen gute Chancen für die Inka-Nachkommen in der 2. Finalrunde. Es sollte jedoch anders kommen. Zweiter wurde Vize-Weltmeister Niederlande, das sich trotz der Niederlage gegen Schottland (2:3) im letzten Gruppenspiel aufgrund des besseren Torverhältnisses durchsetzte. Die Schotten wiederum verspielten eine bessere Platzierung durch ein 1:1 gegen den Iran, der von den Niederlanden (0:3) und Peru (1:4) eindeutig bezwungen wurde.

### Zweite Runde
- Brasilien –  Peru 3:0 (2:0)

Stadion: Estadio Ciudad de Mendoza (Mendoza)
Zuschauer: 31.278
Schiedsrichter: Rainea (Rumänien)
Tore: 1:0 Dirceu (15.), 2:0 Dirceu (28.), 3:0 Zico (73.) 11m
- Polen –  Peru 1:0 (0:0)

Stadion: Estadio Ciudad de Mendoza (Mendoza)
Zuschauer: 35.288
Schiedsrichter: Partridge (England)
Tore: 1:0 Szarmach (65.)
- Argentinien –  Peru 6:0 (2:0)

Stadion: Estadio Gigante de Arroyito (Rosario)
Zuschauer: 37.315
Schiedsrichter: Wurtz (Frankreich)
Tore: 1:0 Kempes (21.), 2:0 Tarantini (43.), 3:0 Kempes (46.), 4:0 Luque (50.), 5:0 Houseman (67.), 6:0 Luque (72.)
Im Gegensatz zur ersten Finalrunde war Peru in Gruppe B für viele Beobachter unverständlicherweise nur noch Kanonenfutter. 0:3 gegen Brasilien, 0:1 gegen Polen und gar 0:6 gegen Argentinien verlief die ernüchternde Endrunde für die Kicker aus den Anden. Polen konnte auch weiterhin nicht an die Leistungen von vor vier Jahren anknüpfen und unterlag in den entscheidenden Spielen gegen Argentinien (0:2) und Brasilien (1:3). Die beiden Favoriten der Gruppe trennten sich torlos und das Torverhältnis musste entscheiden. So schlug der schwache Auftritt der Peruaner gegen Argentinien voll durch und die Brasilianer sprachen nicht nur intern über ein ‚gekauftes’ Spiel. Im Buch "Wir waren Weltmeister" von Ricardo Gotta berichten peruanische Nationalspieler von Anrufen ihres Staatschefs, von Besuchen von Videla und US-Außenminister Henry Kissinger in ihrer Kabine. Dem Verteidiger José Velazquez kam das "ziemlich komisch vor, da wurde Druck ausgeübt".
Torwart Ramón Quiroga, ein gebürtiger Argentinier, hatte beim 6:0 keinen guten Tag und sagte später er sei sich „sicher, dass mancher etwas genommen hat. Wir haben seltsame Dinge gesehen“.
Jahre später gestand der peruanische Senator Genaro Ledesma, dass Argentinien das Spiel gekauft habe.